# Anomiopus simplex
Anomiopus simplex là một loài bọ cánh cứng trong họ Bọ hung (Scarabaeidae).